# Wellinton Canela
Pour les articles homonymes, voir Canela (homonymie).
Canela  Capellán est un nom espagnol. Le premier nom de famille, en général paternel, est Canela ; le second, en général maternel, souvent omis, est Capellán.
Wellinton Canela Capellán, né le 29 novembre 1996, est un coureur cycliste dominicain.

## Palmarès et résultats

### Palmarès par année
- 2016
  - 1re étape de la Vuelta a la Independencia Nacional (contre-la-montre par équipes)
  - Tour d'Hispaniola :
    - Classement général
    - 2e étape

  - 2e du championnat de République dominicaine sur route espoirs
- 2017
  -  Champion de République dominicaine du contre-la-montre espoirs
  - 1re étape de la Vuelta a la Independencia Nacional (contre-la-montre par équipes)
  - Tour d'Hispaniola
- 2018
  - Clásico Memoria a los Caidos
- 2019
  - 1re étape de la Copa Cero de Oro
  - 2e de la Copa Cero de Oro
  - 3e du championnat de République dominicaine du contre-la-montre
- 2023
  - Daniel Harwi Memorial
  - Giro del Cielo

### Classements mondiaux
| Année            | 2016 | 2017 | 2018 | 2019 |
| ---------------- | ---- | ---- | ---- | ---- |
| UCI America Tour | 456e |      |      | 279e |